# Hyposoter berberatae
Hyposoter berberatae är en stekelart som först beskrevs av Heinrich Habermehl 1922.
Hyposoter berberatae ingår i släktet Hyposoter och familjen brokparasitsteklar. Inga underarter finns listade i Catalogue of Life.